# Charles Gorrie Wynne
Charles Gorrie Wynne (* 18. Mai 1911; † 1. Oktober 1999) war ein englischer Optiker. Er war Professor am Imperial College London.
Zu seinen bedeutendsten Entwicklungen zählen die computergestützte Minimierung quadratischer Fehler in optischen Systemen, Korrektoren für optische Teleskope, der Wynne-Dyson Belichter für Integrierte Schaltungen und Optiken für Blasenkammern.
1970 wurde er Fellow der Royal Society. 1971 erhielt er die Young-Medaille und 1982 die Rumford Medal. 